# Chesapeake (Schiff, 1800)
Die Chesapeake war eine Fregatte der United States Navy während des amerikanisch-französischen Quasi-Krieges und des Britisch-Amerikanischen Krieges von 1812. Sie wurde 1813 von der Royal Navy aufgebracht.

## Bau
Die von Josiah Fox entworfene Chesapeake gehörte zu den „original six“, den ersten sechs Fregatten, die vom Kongress der Vereinigten Staaten im Rahmen des „Naval Act of 1794“ am 27. März 1794 genehmigt wurden. Sie wurde am 2. Dezember 1799 im Gosport Navy Yard vom Stapel gelassen und zu Beginn des folgenden Jahres in Dienst gestellt. Ihr erster Kommandant war James Brown.
Die Chesapeake segelte am 6. Juni 1800 von Norfolk, Virginia, ab, um sich dem Geschwader anzuschließen, das an der südöstlichen Küste der Vereinigten Staaten und in der Karibik patrouillierte. Während der Fahrt nahm sie das französische Freibeuterschiff La Jeune Creole am 1. Januar 1801 als Prise. Sie war eines der halben Dutzend Schiffe, die am Ende des Krieges übrig blieben. Fast das gesamte Jahr 1801 verbrachte sie eingemottet in Norfolk. Danach wurde sie bereit gemacht für ihre Reise von Hampton Roads am 27. April 1802 mit Ziel Mittelmeer, wo sie als Flaggschiff von Kommodore Richard V. Morris eingesetzt wurde, um gegen die nordafrikanischen Korsarenstädte vorzugehen. Sie führte die Blockade von Tripolis an und eskortierte amerikanische Handelsschiffe. Diese Mission dauerte bis zum 6. April 1803, als sie Gibraltar verließ, um die Heimreise nach Amerika anzutreten. Sie erreichte den Washington Navy Yard am 1. Juni, wo sie in die Reserve versetzt wurde.

## Chesapeake-Leopard-Affäre

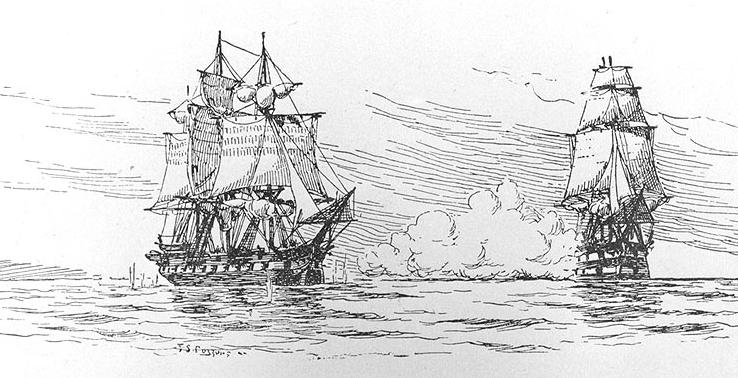
Angriff der HMS Leopard auf die Chesapeake

Als sich die Spannungen zwischen den Vereinigten Staaten und Großbritannien um Verletzungen der amerikanischen Neutralität und die verbreitete Praxis der Engländer, amerikanische Seeleute in den Kriegsdienst zu pressen, zuspitzten, wurde die Chesapeake einsatzbereit gemacht, um zu patrouillieren und Konvois zu eskortieren. Ende Juni 1807 kam sie vor Hampton Roads an einem britischen Geschwader vorüber, das in der Gegend französische Schiffe abfangen sollte, die sich in Annapolis befanden. Ein Schiff des Geschwaders, die HMS Leopard (50 Kanonen), folgte der Chesapeake auf See. Als sich der Kommandant der Chesapeake, Samuel Barron, der Aufforderung der Briten nicht beugen wollte, eine Durchsuchung des Schiffes nach englischen Deserteuren zu gestatten, eröffnete die Leopard das Feuer. Dabei wurden drei Mann getötet und 18 Mann einschließlich des Kommandanten verwundet. Das Schiff wurde schwer beschädigt. Nach der anschließenden Durchsuchung wurden vier angebliche Deserteure verschleppt. Die Fregatte kehrte zur Reparatur nach Norfolk zurück und kreuzte dann unter dem Kommando von Kapitän Stephen Decatur vor der Küste Neuenglands, um das Embargo durchzusetzen.

## Britisch-Amerikanischer Krieg

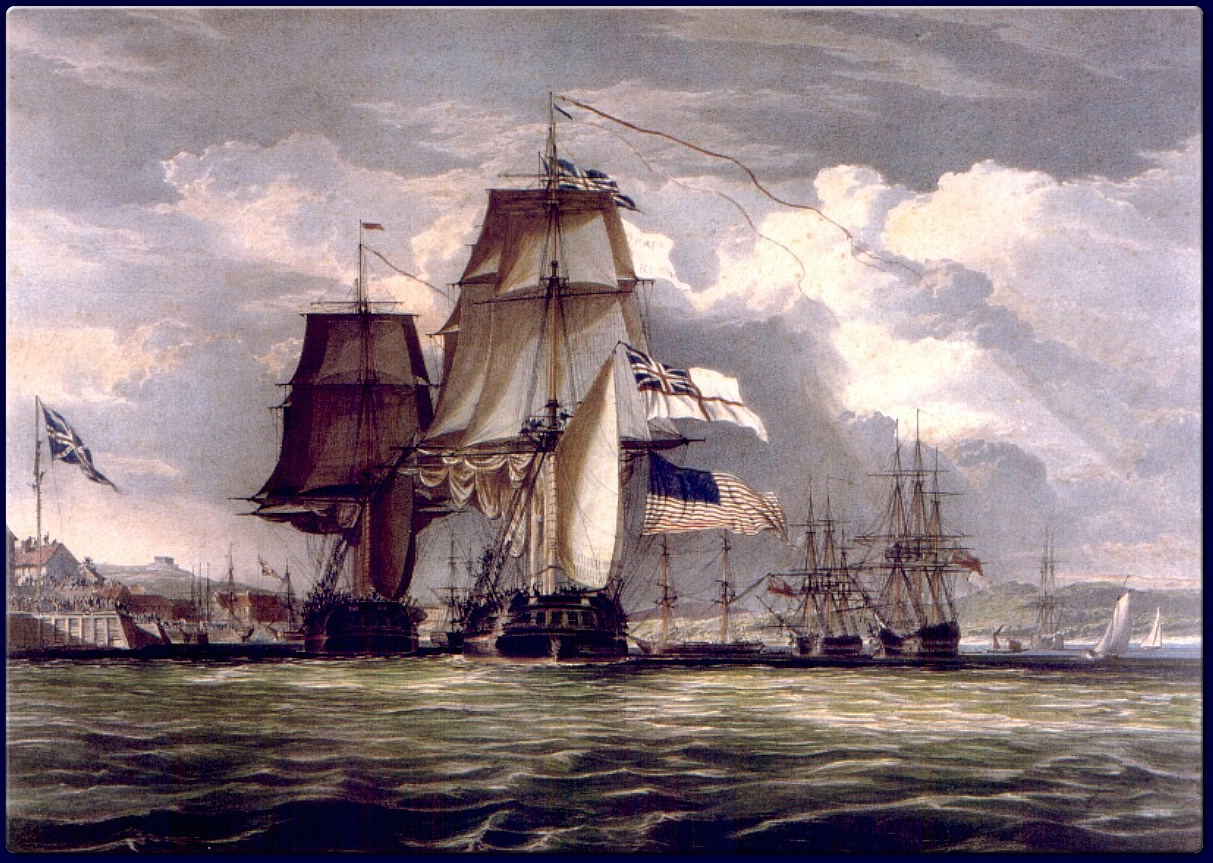
Die Chesapeake wird in den Hafen von Halifax gebracht.

Mit dem Ausbruch des Britisch-Amerikanischen Krieges 1812, zu dem der Vorfall mit der Leopard die emotionale Grundlage bereitete, wurde die Chesapeake in Boston für eine längere Atlantikfahrt ausgerüstet. Zwischen dem 13. Dezember 1812 und dem 9. April 1813 erbeutete sie auf der Fahrt zwischen der Karibik und Afrika fünf britische Handelsschiffe. Durch geschickte Segelkünste konnte sie der Verfolgung durch ein britisches Linienschiff entkommen.
In Boston übernahm dann am 20. Mai 1813 Kapitän James Lawrence das Kommando. Er stach am 1. Juni in See und traf auf die wartende HMS Shannon. Mit seiner unerfahrenen Besatzung griff Lawrence tapfer, aber unüberlegt die Shannon an. Dabei musste die Chesapeake beim Austausch von Breitseiten früh schwere Treffer einstecken. Unter anderem wurde das Steuerrad getroffen, so dass sie steuerlos war. Lawrence wurde tödlich verwundet und unter Deck gebracht. Die Mannschaft suchte verbissen, die letzte Order des Kapitäns zu befolgen, „Gebt das Schiff nicht auf!“, doch sie wurden überwältigt. Die Chesapeake wurde nach Halifax in Nova Scotia gebracht und repariert. Später wurde sie in die Royal Navy übernommen, im September 1815 in Plymouth aufgelegt und 1819 auf Abbruch verkauft. In Wickham, Hampshire, befindet sich noch heute die sogenannte Chesapeake-Mill. Sie wurde 1820 unter Verwendung von Teilen der abgewrackten Fregatte erbaut.
Aus kanadischer Sicht ist das Gefecht so bedeutend, dass es am 15. Mai 1925 zu einem „nationalen historischen Ereignis“ erklärt wurde. Die Würdigung erfolgte auf Vorschlag des Historic Sites and Monuments Board of Canada durch die kanadische Regierung, vertreten durch den zuständigen Minister (aktuell den Umweltminister).